# Еуметазоа
Еуметазоа (у слободном преводу праве животиње) је еволуциона грана вишећелијских животиња код које су диференцирана ткива и органи. Припадају им разнородни типови животиња који су сврстани у ову групу по том једном критеријуму. Скоро све вишећелијске животиње, изузев сунђера и плакозоа, припадају том еволуционом правцу.